# دوران سخت
دوران سخت (اسپانیایی: Malas temporadas‎) یک فیلم درام اسپانیایی به کارگردانی مانوئل مارتین کوئنکا است که در سال ۲۰۰۵ منتشر شد و در همان سال برندهٔ «جایزهٔ سباستین» در جشنواره بین‌المللی فیلم سن سباستین شد. ناتالی پوسا بابت نقش‌آفرینی در این فیلم نامزد دریافت جایزه گویای بهترین بازیگر نقش اول زن شد.

## گزیدهٔ بازیگران
- خاویر کامارا[۳]
- ناتالی پوسا[۳]
- لئونور واتلینگ[۳]
- اِمان شور اونیا[۳]
- فرناندو اچه‌باریا[۳]